# Bubonoxena
Bubonoxena is een geslacht van vlinders van de familie bladrollers (Tortricidae), uit de onderfamilie Olethreutinae.

## Soorten
- B. aspersana Kuznetsov, 1988
- B. endaphana Diakonoff, 1967
- B. ephippias (Meyrick, 1907)
- B. spirographa Diakonoff, 1967
- B. transversa Diakonoff, 1973